# Sylwia Ejdys
Sylwia Ejdys (née le 15 juillet 1984 à Bogatynia) est une athlète polonaise spécialiste des courses de fond.

## Carrière
Elle se distingue lors de la saison 2006 en s'adjugeant son premier titre de championne de Pologne sur la distance du 1 500 m, puis en décrochant la médaille d'argent par équipe des Championnats d'Europe de cross-country espoirs. Elle remporte son premier titre international dans la catégorie sénior en 2007 en s'imposant lors du 1 500 m de la Coupe d'Europe des nations de Munich avec le temps de 4 min 17 s 05. 
Éliminée dès les séries lors des Jeux olympiques de 2008, elle se classe septième de la Finale mondiale de l'IAAF disputée en fin de saison à Stuttgart. En 2009, Sylwia Ejdys prend la deuxième place du 3 000 mètres des Championnats d'Europe par équipes derrière la Russe Gulnara Samitova-Galkina, puis améliore son record personnel du 1 500 m lors du Meeting Herculis de Monaco (4 min 02 s 30). Elle s'incline en demi-finale des Championnats du monde de Berlin. En début de saison 2010, Sylwia Ejdys termine au pied du podium des Championnats du monde en salle de Doha.

## Palmarès
| Date | Compétition                       | Lieu      | Résultat | Épreuve |
| ---- | --------------------------------- | --------- | -------- | ------- |
| 2007 | Coupe d'Europe                    | Munich    | 1re      | 1 500 m |
| 2007 | Universiade                       | Bangkok   | 3e       | 1 500 m |
| 2007 | Jeux mondiaux militaires          | Hyderabad | 1re      | 1 500 m |
| 2008 | Coupe d'Europe                    | Annecy    | 1re      | 1 500 m |
| 2009 | Championnats d'Europe par équipes | Leiria    | 2e       | 3 000 m |
| 2010 | Championnats du monde en salle    | Doha      | 4e       | 1 500 m |
| 2010 | Championnats d'Europe             | Barcelone | 10e      | 1 500 m |

### Records
| Épreuve | Performance   | Lieu   | Date            |
| ------- | ------------- | ------ | --------------- |
| 1 500 m | 4 min 02 s 30 | Monaco | 28 juillet 2009 |
| 3 000 m | 8 min 58 s 26 | Leiria | 20 juin 2009    |